# Usurpatori al tempo di Gallieno
Gli usurpatori al tempo di Gallieno erano usurpatori che aspirarono al potere imperiale durante il regno dell'imperatore Gallieno (253–268, dove nella prima parte regnò insieme al padre Valeriano). L'esistenza di usurpatori durante il periodo chiamato crisi del III secolo fu molto comune, ed il massimo numero di usurpatori fu proprio al tempo di questo imperatore, proprio perché regnò per ben 15 anni in un periodo nel quale in media un regno durava un paio d'anni.

## Usurpatori dopo la sconfitta di Valeriano (260)
Dopo la sconfitta e la cattura di Valeriano nella battaglia di Edessa, da parte delle forze sasanidi nel 260, suo figlio Gallieno divenne unico imperatore. Contemporaneamente spuntarono numerosi usurpatori sia in Oriente, con la formazione del Regno di Palmira, sia in Occidente con l'Impero delle Gallie. Nell'incertezza del periodo, le legioni volevano restaurare il potere romano dopo la sconfitta di Valeriano, contro la pressione dei popoli barbari in Occidente ed i Persiani in Oriente.

### Usurpatori in Occidente
- 260 – Ingenuo - scelto dal popolo e dalle armate della provincia di Pannonia. Ucciso da Gallieno tramite Aureolo nel 260 durante la battaglia di Mursa.
- 260 – Regaliano - Dopo la sua vittoria sui Sarmati nel 260, fu ucciso da una coalizione del suo stesso popolo e dai Roxolani.
- 260-269 - Postumo - Generò l'Impero delle Gallie fino alla sua morte, avvenuta nel 269.
- 268 – Aureolo - Inizialmente era un generale di Gallieno, si rivoltò contro lo stesso mentre Gallieno stava combattendo contro Postumo e l'Impero delle Gallie. Nel 268, essendosi arreso al nuovo imperatore Claudio il Gotico, dopo la morte di Gallieno, venne ucciso dalla guardia pretoriana prima che Claudio potesse decidere cosa fare di lui.

### Usurpatori in Oriente
- 260-261 – Macriano Maggiore, Macriano Minore, Quieto e Ballista in Oriente. Dopo la sconfitta di Valeriano, il figlio Gallieno rimase come unico imperatore, ma si trovava in Occidente. Le armate orientali avevano la necessità di un nuovo comandante e così la porpora imperiale venne offerta a Macriano Maggiore, un uomo nobile e ricco, che però la rifiutò a causa della sua età e salute. Con l'aiuto di Balista, il prefetto del pretorio di Valeriano, che aveva sconfitto i Persiani dopo la morte dell'imperatore, e con la ricchezza di Valeriano, egli ricoprì il ruolo di procurator arcae et praepositus annonae in expeditione Persica; Macriano Maggiore aveva inoltre due figli: Macriano e Quieto. Mentre Quieto e Balista rimasero in Oriente e in Egitto per proteggere il loro dominio, Macriano maggiore e minore si trasferirono Tracia, per contrastare Gallieno, imperatore d'Italia e Illirico. Tuttavia, il generale di Gallieno, Aureolo sconfisse e uccise in battaglia entrambi i Macriani, mentre Quieto venne ucciso da Odenato di Palmira.
- 261 – Lucio Calpurnio Pisone Frugi e Valente Tessalonico, si ribellarono in Acaia. L'unica fonte per questi due usurpatori è la Historia Augusta. Valente fu governatore di Acaia. Rimasero fedeli a Gallieno. Nella sua marcia verso ovest, Macriano inviò Lucio Calpurnio Pisone Frugi per contrastare Valente. E se da una parte le truppe di Valente proclamarono il loro comandante, imperatore, anche le truppe di Pisone fecero lo stesso con il loro comandante. Pisone fu poi ucciso da Valente, a sua volta ucciso dai suoi stessi soldati. Il racconto degli eventi in Acaia da parte della Historia Augusta risulta molto oscuro e contiene alcune falsificazioni, come un senatus consultum che concesse a Pisone una statua.
- 261 – Lucio Mussio Emiliano, in Egitto. Mussio fu a favore della rivolta dei Macriani, controllando per loro l'Egitto. Quando i Macriani furono sconfitti, egli probabilmente si autoproclamò imperatore, ma fu sconfitto e ucciso da Aurelio Teodoto, un generale inviato da Gallieno.
- 262 – Memore si trovava in nord Africa. Egli progettò una ribellione contro Gallieno, ma fu ucciso da Teodoto.

## Usurpatori di fantasia
Gli autori della Historia Augusta, che gli studiosi moderni considerano un falso, elencando diversi altri usurpatori di Gallieno nel libro sui Trenta tiranni, tra cui si menziona:
- Trebelliano – si ribellò in Isauria, guadagnando il controllo dell'Asia Minore, ma fu sconfitto da un certo Camsisoleo, generale di Gallieno, che era egiziano e fratello di Teodoto.
- Celso - usurpatore fittizio in Africa. Presumibilmente proclamato imperatore da Vibio Passieno, proconsole della provincia, e da Fabio Pomponiano, generale della frontiera libica. Governò per soli sette giorni.
- Saturnino – da non confondere con Giulio Saturnino, usurpatore sotto Marco Aurelio Probo, compare nella Historia Augusta come optimus ducum Gallieni temporis. Secondo questa fonte, fu proclamato imperatore dalle sue truppe, ma più tardi fu ucciso dagli stessi per la sua severità. Egli è un altro usurpatore di fantasia, costruito probabilmente sul modello di Giulio Saturnino.